# Hubová
Hubová (bis 1948 slowakisch „Gombáš“; ungarisch Gombás) ist eine Gemeinde in der nördlichen Mittelslowakei der Slowakei mit 1085 Einwohnern (Stand 31. Dezember 2024), die zum Okres Ružomberok, einem Kreis des Žilinský kraj gehört.

## Geographie
Die Gemeinde befindet sich im engen Tal der Waag zwischen der Großen Fatra im Süden und dem Bergland Oravská vrchovina im Norden. Das Ortszentrum liegt auf einer Höhe von 449 m n.m. und ist 10 Kilometer westlich von Ružomberok entfernt (Straßenentfernung).

## Geschichte
Hubová wurde zum ersten Mal im Jahr 1425 schriftlich erwähnt und gehörte zum Herrschaftsgut der Burg Likava. 1948 wurde der dem ungarischen Wort Gombák (= „Pilz“) entlehnte Ortsname aus nationalpolitischen Gründen in die slowakische Entsprechung Hubová (Huby = „Pilz“) umbenannt.
1951 gliederte sich der Ort Ľubochňa aus, nachdem er 1882 zur Gemeinde angegliedert wurde.

## Bevölkerung
| Jahr                | 1994 | 2004    | 2014    | 2024    |
| ------------------- | ---- | ------- | ------- | ------- |
| Anzahl der Personen | 1057 | 1063    | 1060    | 1085    |
| Unterschied         |      | +0,56 % | −0,28 % | +2,35 % |

| Jahr                | 2023 | 2024    |
| ------------------- | ---- | ------- |
| Anzahl der Personen | 1088 | 1085    |
| Unterschied         |      | −0,27 % |

Ergebnisse nach der Volkszählung 2001 (1067 Einwohner):
| Nach Ethnie: - 99,44 % Slowaken - 0,19 % Tschechen - 0,09 % Magyaren | Nach Religion: - 95,50 % römisch-katholisch - 1,87 % konfessionslos - 1,41 % evangelisch |

## Bauwerke
- spätbarocke Kirche der Kreuzerhöhung